# St. Michael (Speldorf)

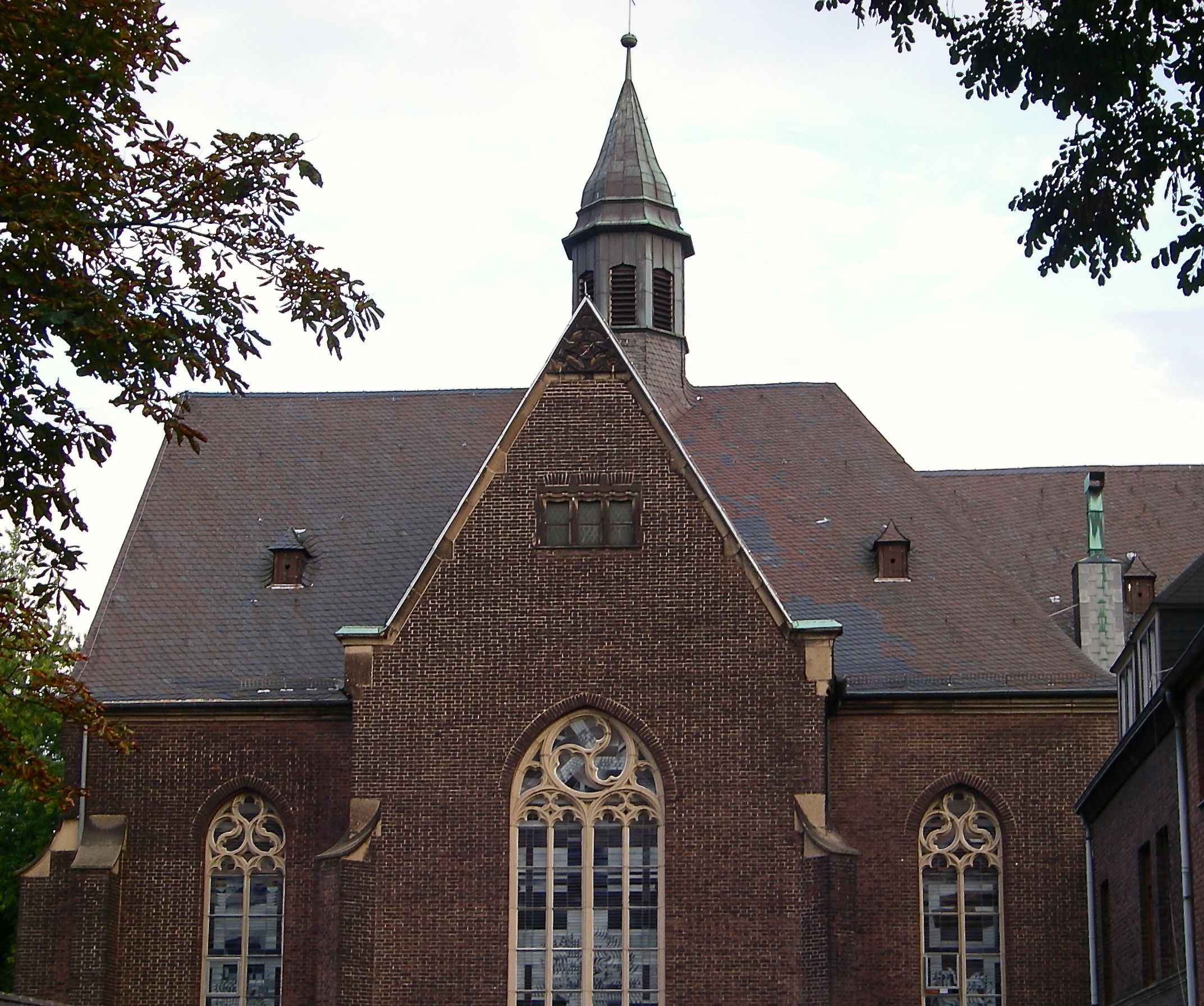
St. Michael

Die römisch-katholische Kirche St. Michael ist ein denkmalgeschütztes Kirchengebäude in Speldorf, einem Ortsteil von Mülheim an der Ruhr (Nordrhein-Westfalen).

## Geschichte und Architektur
Die neugotische dreischiffige Hallenkirche, dem Erzengel Michael geweiht, wurde in den Jahren 1915 bis 1919 erbaut. Der erste Gottesdienst fand am 23. Dezember 1919 statt. Die Kirchweihe erfolgte am 17. Juli 1927.